# Bryobia petrilunara
Bryobia petrilunara är en spindeldjursart som beskrevs av Meyer 1987. Bryobia petrilunara ingår i släktet Bryobia och familjen Tetranychidae. Inga underarter finns listade.